# Francesco Alberti di Villanova
Francesco Alberti di Villanova (* 21. September 1737 in Nizza; † 15. Dezember 1801 in Lucca) war ein italienischer Literat, Übersetzer, Romanist, Italianist und Lexikograf.

## Leben und Werk
Alberti stammte aus gräflichem Hause, wurde Kleriker und entfaltete, nach ausgedehnten Reisen, vor allem durch Polen und Frankreich, in Nizza eine reiche Literatentätigkeit als Übersetzer, Autor und Lexikograf.
Er füllte das zweisprachige Wörterbuch Französisch-Italienisch, Italienisch-Französisch des Annibale Antonini entsprechend der Doktrin der Aufklärung mit reichem enzyklopädischem Material. Durch die Französische Revolution aus Nizza vertrieben, erstellte er in der Toskana ein bedeutendes einsprachiges Wörterbuch des Italienischen in 6 Bänden, das nach seinem Tod von Helfern fertiggestellt wurde. Wie schon für das zweisprachige Wörterbuch, ermittelte er den Fachwortschatz teilweise durch Feldforschung bei Handwerkern und anderen Spezialisten und interessierte sich auch vor Ort für die Sprechsprache des Volkes.

## Werke

### Wörterbücher
- Nouveau dictionnaire françois-italien, composé sur les dictionnaires de l’Académie de France et de la Crusca, enrichi de tous les termes propres des sciences et des arts, qui forment une augmentation de plus de trente mille articles, sur tous les autres dictionnaires qui ont paru jusqu’à-present, Marseille 1772 (zahlreiche Auflagen bis 1842)
  - Nuovo dizionario italiano-francese, Marseille 1772 (zahlreiche Auflagen)
- Dictionnaire abrégé portatif françois–italien. Dizionario compendioso portatile italiano-francese, 2 Bde., Venedig 1774–1775 (zahlreiche Auflagen)
- Dizionario universale critico, enciclopedico della lingua italiana, 6 Bde., Lucca 1797–1805, Mailand 1825 (XXIV, LXIX, [2], 710 ; 725 ; 736, XII ; 571 ; 751 ; 946 S.), 1834, Lucca 1998 (gewidmet Giovanni Andrea Archetti, vollendet durch Francesco Federighi)

### Weitere Werke
- (Übersetzer) Honoré Lacombe de Prézel (1725–1789): Dizionario del cittadino o sia Ristretto istorico, teorico e pratico del commerzio, 2 Bde., Nizza 1763
- Dell’educazione fisica, e morale, o sia de’ doveri de’ padri, delle madri, e de’ precettori cristiani nell’educazion de’ figliuoli contro i principi del signor Rousseau di Ginevra, 2 Bde., Turin 1767
- (Übersetzer) Le notti d’Joung (=Edward Young), tradotte dall’inglese e dal francese, 2 Bde., Neapel 1782–1783